# Johann Christian Gottlieb Ernesti
Pour les articles homonymes, voir Ernesti.
Johann Christian Gottlieb Ernesti est un philologue allemand, né en 1756 et mort en 1802. Il est professeur de philosophie et d'éloquence à Leipzig. Il est le neveu de Johann August Ernesti.
Il édite Ésope, Leipzig, 1781; Hesychius, 1785; Suidas, 1786; Silius Italicus, 1791; a rédigé Lexicon technologiæ Græcorum rhetoricæ, 1795 ; Lexicon technologiæ Romanorum rhetoricæ, 1797, et a traduit en allemand une partie des écrits de Cicéron, 1799-1802.

## Source
Cet article comprend des extraits du Dictionnaire Bouillet. Il est possible de supprimer cette indication, si le texte reflète le savoir actuel sur ce thème, si les sources sont citées, s'il satisfait aux exigences linguistiques actuelles et s'il ne contient pas de propos qui vont à l'encontre des règles de neutralité de Wikipédia.